# Assholes by Nature
Assholes by Nature — дебютний студійний альбом американського реп-гурту ABN, виданий у 2003 р. лейблом A.W.N. Films. G-Maab Entertainment перевидали платівку у 2005 та 2009. Виконавчий продюсер: П. К. Джонсон. Оформлення, фото: Майк Фрост.

## Список пісень

### Диск 1
1. «Intro» — 0:08
2. «In My City» (з участю Lil’ Boss Hogg) — 4:54
3. «Still Watchin’» (з участю Jay'Ton) — 4:50
4. «Get That Skit» — 0:18
5. «My Momma» — 3:22
6. «Fuck wit Yll» — 4:32
7. «Gotta Be a G» (з участю Mike D та Bill Cook) — 4:06
8. «Gangsta» (з участю J-Doe та Yung Redd) — 4:21
9. «Payback» — 2:42
10. «Get That» (Skit) — 0:18
11. «SK» (з участю Lil B з S.L.A.B. та Reggoe) — 3:58
12. «For tha Bootleggers» (Skit) — 0:24
13. «Miss My Dawg»(з участю Bill Cook) — 5:04
14. «Within Myself» — 2:59
15. «Ain't Shit Changed» (Skit) — 0:03

### Диск 2
S.L.A.B.-ed-версія*
1. «Intro» — 0:09
2. «In My City» (з участю Lil’ Boss Hogg) — 5:49
3. «Still Watchin’» (з участю Jay'Ton) — 5:45
4. «Get That Skit» — 0:22
5. « My Momma» — 4:01
6. «Fuck wit Y'll» — 5:24
7. «Gotta Be a G» (з участю Mike D та Bill Cook) — 4:53
8. «Gangsta» (з участю J-Doe та Yung Redd) — 5:10
9. «Payback» — 3:12
10. «Get That» (Skit) — 0:22
11. «SK» (з участю Lil' B та Reggoe) — 4:43
12. «For tha Bootleggers» (Skit) — 0:29
13. «Miss My Dawg» (з участю Bill Cook) — 6:02
14. «Within Myself» — 3:33
15. «Ain't Shit Changed» (Skit) — 0:03

«*» — Chop & Screwed-версія